# Theodore Theodoridis
Theodore Theodoridis (* 1965) é um cidadão grego, designado Secretário-geral interino da UEFA desde 4 de março 2016, substituindo Gianni Infantino, eleito presidente da FIFA a 26 de Fevereiro de 2016.
Theodoridis trabalha na UEFA desde janeiro de 2008, primeiro como director da Divisão de Federações Nacionais e, depois, como Secretário-geral adjunto, desde Outubro de 2010.
Ele é o filho de Savvas Theodoridis, o vice-presidente do Olympiacos, que estão atualmente envolvido em um escândalo de manipulação de resultados em conjunto com a Federação Helénica de Futebol (HFF).